# 樂譜

讚美詩風格的《齊來崇拜歌》」標準雙五線譜格式（低音譜號和高音譜號）的混聲合唱編曲

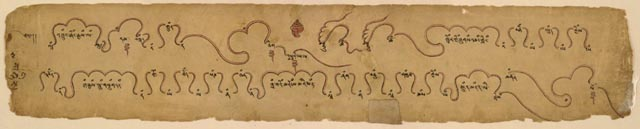
19世紀的西藏樂譜

樂譜是音樂的手稿或印刷形式，使用音樂符號來指示歌曲或器樂作品的音高、節奏或和弦。類似於印刷的書籍或小冊子，樂譜的載體通常為紙質（或在遠古時期為紙莎草紙或羊皮紙）。然而，自1980年代以來，音樂記譜的呈現包括在電腦螢幕上顯示音樂記譜以及發展出可以電子記譜並在某些情況下使用合成器或虛擬樂器「回放」記譜音樂的樂譜編輯軟體。
使用「樂譜」一詞是為了區分書寫或印刷形式的音樂與聲音錄音（如黑膠唱片、磁帶、CD）、廣播或電視節目或錄製的現場表演，後者可能捕捉表演的影像以及音頻部分。在日常使用中，「樂譜」（或簡稱「樂譜」）可以指與新電影、電視節目、唱片專輯或其他涉及音樂的獨特或流行事件一起發行的商業樂譜出版物。第一本用印刷機製作的樂譜於1473年問世。
樂譜是西方古典音樂的基本形式，用於記譜以便獨唱歌手或器樂演奏家或音樂合奏團學習和演奏。許多形式的傳統和流行西方音樂通常由歌手和音樂家「耳傳心授」學習，而不是使用樂譜（儘管在許多情況下，傳統和流行音樂也可能以樂譜形式提供）。
「總譜」是一個常見的替代術語（也是更通用的術語），有幾種類型的總譜，如下所述。總譜一詞還可以指劇院音樂、管弦樂音樂或為戲劇、音樂劇、歌劇或芭蕾舞劇寫的歌曲，或為電視節目或電影寫的音樂或歌曲。

## 元素

### 標題和署名
20世紀和21世紀的樂譜通常在標題頁或封面上，或在第一頁頂部（如果沒有標題頁或封面）指示歌曲或作品的標題。如果歌曲或作品來自電影、百老匯音樂劇或歌劇，可能會指示所取材的主要作品的標題。如果已知歌曲作者或作曲家，他們的名字通常與標題一起指示。樂譜還可能指示填詞人的名字（如果歌詞出自填詞人而非歌曲作者或作曲家之一）。如果歌曲或作品經過編曲出版，還可能包括編曲者的名字。對於老民歌、藍調和藍草等傳統歌曲以及非常古老的傳統讚美詩和靈歌，作者通常未知，因此不會標明歌曲作者或作曲家的名字；在這種情況下，通常會在作曲家名字的位置標上「傳統」（Traditional）。
樂曲的標題頁可能會有插圖，說明歌詞中的角色、場景或事件。器樂作品的標題頁可能省略插圖，除非作品是程序音樂，標題或部分名稱與場景、角色或故事有關。

### 音樂記譜
音樂記譜的類型因音樂風格或類型而異。在大多數古典音樂中，旋律和伴奏部分（如果存在）在五線譜上記譜，使用圓形音符頭。古典樂譜通常包含:
- 譜號:如低音譜號或高音譜號
- 調號:指示調性,如三個升記號通常用於A大調或F♯小調
- 拍號:通常由兩個垂直對齊的數字組成,底部數字指示一拍的音符值,頂部數字指示每小節的拍數,如2/4拍號表示每小節有兩個四分音符

大多數從古典時期(約1750年)以來的歌曲和作品使用詞語(通常是義大利語)指示樂曲的速度,如快板(Allegro)或莊重(Grave),以及其動態(音量)。如有歌詞,會寫在旋律音符附近。然而,巴洛克時期(約1600-1750年)或更早時期的音樂可能既沒有速度標記也沒有動態標記。那個時代的演奏者被期望根據自身音樂經驗和知識來掌握適當的速度和音量。在當代古典音樂時期(20世紀和21世紀),以及某些情況下(如德語區的浪漫主義時期),作曲家經常使用母語指示速度,而不是義大利語(如"快"或"schnell"),或添加節拍器標記(如 = 每分鐘100拍)。
這些古典音樂記譜的慣例,特別是使用英語速度指示,也用於20世紀和21世紀流行音樂歌曲的樂譜版本。流行音樂歌曲經常指示速度和類型:"慢藍調"或"快搖滾"。流行歌曲經常在五線譜上方使用字母名稱(如C大調、F大調、G7等)標示和弦,以便原聲吉他或鋼琴演奏者即興伴奏。
在其他音樂風格中,可能使用不同的記譜方法。如在爵士樂中,大多數專業演奏者可以閱讀"古典"風格的記譜,但許多爵士樂曲使用和弦圖記譜,指示歌曲的和弦進行(如C、A7、d小調、G7等)及其形式。爵士樂隊的節奏部分成員使用和弦圖來指導即興伴奏,而主音樂器則使用和弦變化來引導即興獨奏。
專業鄉村音樂會的會話音樂家通常使用納什維爾數字系統記譜,該系統使用數字指示和弦進行(這使得樂隊領隊可以在一刻鐘內改變調性)。使用字母名稱、數字或羅馬數字(如I-IV-V)的和弦圖也廣泛用於藍調、R&B、搖滾和重金屬音樂家。一些和弦圖不提供任何節奏信息,但其他和弦圖使用斜線指示每小節的拍子,並使用節奏記譜指示作曲者希望整個樂隊一起演奏的切分音"擊打"。許多吉他手和電貝斯手使用簡譜學習歌曲和記住旋律,Tab廣泛用於搖滾和重金屬吉他手和貝斯手。許多流行音樂風格的歌手僅使用歌詞紙學習歌曲,通過錄音"耳傳心授"學習旋律和節奏。

## 目的與用途
樂譜是記錄、指導或演奏音樂作品的一種方法。樂譜使能夠閱讀西方音樂記譜法的器樂演奏者(鋼琴家、管弦樂器演奏者、爵士樂隊等)或歌手能夠演奏作品。音樂學生使用樂譜來學習不同風格和類型的音樂。樂譜版本的預期用途會影響其設計和佈局。如果樂譜是為學習目的(如音樂歷史課)而設計的,音符和五線譜可以更加精緻,編輯也無須過於擔心翻頁問題。然而,對於表演用的樂譜,音符必須從樂譜架上可讀,編輯需要避免過多的翻頁,並確保翻頁安排在休止或停頓後。此外,厚重裝訂的樂譜或樂譜部分難以保持打開狀態,因此表演用的樂譜或樂譜部分需要使用較薄的裝訂或使用能夠在樂譜架上保持打開狀態的裝訂格式。
在古典音樂中,可以通過研究作曲家可能保留的書面草稿和早期版本,以及最終的手稿譜和個人標記的校樣和印刷樂譜,獲得關於作品的權威音樂資訊。
理解樂譜需要一種特殊的識讀能力,即閱讀西方音樂記譜法的能力。作曲音樂不需要具備閱讀或書寫音樂的能力。有一些作曲家和詞曲作者能夠創作音樂,但自己無法閱讀或書寫音樂記譜,只要有某種形式的助手可以記錄他們想到的旋律。例如,18世紀的盲作曲家約翰·斯坦利和20世紀的詞曲作者萊昂內爾·巴特、歐文·柏林和保羅·麥卡特尼。在藍調和民間音樂等傳統音樂風格中,也有許多多產的詞曲作者無法閱讀音樂,而是通過"耳傳心授"演奏和演唱音樂。
視譜能力是音樂家在首次觀看樂譜時即興演奏不熟悉的音樂作品的能力。視譜能力是專業音樂家和演奏古典音樂、爵士樂及相關形式的認真業餘音樂家所期望的能力。一種更精細的技能是能夠在查看新樂譜時,在不演奏或聽到演奏的情況下,在腦海中聽到大部分或所有聲音(旋律、和聲、音色等)。有才華的作曲家和指揮家具有這種能力,貝多芬是歷史上著名的例子。並非每個人都具備這種特殊技能。對於一些人來說,樂譜是無意義的,而對另一些人來說,樂譜則是旋律和藝術形式。

## 另見
- 音樂符號
- 製譜軟件

## 外部連結

### 掃描作品的檔案
- IMSLP – 公共領域的PDF格式樂譜庫, 國際樂譜圖書館計劃
- 音樂國家 （页面存档备份，存于） – 美國樂譜檔案, 美國國會圖書館
- 美國歷史樂譜 – 杜克大學圖書館數字藏品 （页面存档备份，存于）, 超過3000份1850年至1920年間在美國發表的樂譜。
- 萊斯特·S·萊維樂譜收藏 （页面存档备份，存于） – 約翰霍普金斯大學謝里登圖書館的樂譜項目。
- 太平洋西北樂譜收藏, 華盛頓大學圖書館
- IN Harmony: 印第安納樂譜 （页面存档备份，存于）, 來自印第安納大學莉莉圖書館、印第安納州立圖書館、印第安納州立博物館和印第安納歷史協會的樂譜。
- 公共領域合唱樂譜庫 (ChoralWiki) （页面存档备份，存于） – 免費樂譜檔案，以合唱音樂為重點；包含PDF和其他格式的作品。
- Mutopia項目 （页面存档备份，存于） – 免費樂譜檔案，其中所有作品都用GNU LilyPond以PDF和PostScript重新排版。
- 古騰堡計劃 （页面存档备份，存于） – 古騰堡計劃的樂譜部分，包含Finale或MusicXML格式的作品。